# Karl Klamroth
Karl Ludwig Klamroth (* 13. Oktober 1878 in Berlin; † 18. August 1976 in Berlin-Zehlendorf) war ein deutscher  Verwaltungsjurist. Von 1918 bis 1923 war er Landrat im ostpreußischen Kreis Heilsberg und von 1923 bis 1926 im Dillkreis. 

## Leben

### Werdegang
Karl Klamroth wurde 1878 als Sohn des damaligen Kreisrichters Louis Friedrich Klamroth und seiner Frau Helene Charlotte, geb. Thilo, besuchte Klamroth in Berlin das Askanische Gymnasium, das er am 1. März 1898 mit dem Abitur abschloss. Er studierte an der Rheinischen Friedrich-Wilhelms-Universität Rechtswissenschaft und wurde im Corps Hansea Bonn aktiv. Als Inaktiver wechselte er an die Friedrich-Wilhelms-Universität zu Berlin. Mit Ablegung des ersten juristischen Staatsexamens zum Gerichtsreferendar ernannt, wurde Karl Klamroth am 26. Januar 1903 von der Universität Rostock zum Dr. jur. promoviert. Nach seiner Ernennung zum Regierungsassessor fand Klamroth dann Beschäftigung beim Landratsamt des Kreises Johannisburg, ehe er sich vom 15. April 1908 bis zum 14. April 1909 zur Ausbildung in einem kaufmännischen Betrieb beurlauben ließ. Bei Rückkehr in den preußischen Verwaltungsdienst fand er als Hilfsarbeiter Einsatz am Landratsamt des Landkreises Düsseldorf und ab April 1911 am Landratsamt des Landkreises Gelsenkirchen, ab dem 1. September 1911 auf der Polizeidirektion Gelsenkirchen und ab November 1912 bei der Regierung in Danzig. Vom 3. März 1915 bis zum Februar 1918 wurde Klamroths Beamtenlaufbahn dann durch seine Teilnahme am Ersten Weltkrieg unterbrochen. Während dieser Zeit erhielt er zum 1. Dezember 1915 seine Ernennung zum Regierungsrat. Zunächst kommissarisch wurde er Landrat im Kreis Heilsberg (definitive Ernennung 16. September 1918). Klamroth war 1919 Mitglied des Provinziallandtages der Provinz Ostpreußen. Zum 8. Mai 1923,  ebenfalls zunächst kommissarisch, wurde Klamroth dann die Verwaltung des Dillkreises übertragen. Dort übernahm er mit dem 27. Juni 1923 die Geschäfte (definitive Ernennung zum 31. Januar 1924). Im März 1924 wechselte Klamroth unter Ernennung zum Ministerialrat in das preußische Ministerium des Innern, wo er Anfang 1945 in den Ruhestand trat.
Klamroth stand der Deutschen Volkspartei nahe.

### Familie
Am 28. September 1912 heiratete Karl Klamroth in Heimburg Emma Berta Hedwig Dieckmann (* 27. März 1893 in Heimburg; † 9. April 1969), eine Tochter des dortigen Amtsrats Adolf Dieckmann und dessen Ehefrau Hedwig, geborene te Neues.
Sein Bruder war der Bankier Walter Klamroth.

## Ehrungen
- Ehrenmitglied des Corps Hansea Bonn[4]